# Nepiodes ritsemai
Nepiodes ritsemai är en skalbaggsart som först beskrevs av Auguste Lameere 1912.  Nepiodes ritsemai ingår i släktet Nepiodes och familjen långhorningar. Inga underarter finns listade i Catalogue of Life.